# São João (Paraná)
São João is een gemeente in de Braziliaanse deelstaat Paraná. De gemeente telt 11.187 inwoners (schatting 2009).